# Seznam francoskih pedagogov
Seznam francoskih pedagogov.

## B
- Louis Braille

## C
- Jeanne-Louise-Henriette Campan

## D
- Jean-Ovide Decroly (1871-1932)  (Belgijec)

## E
- Charles-Michel de l'Épée

## F
- Sébastien Faure
- Célestin Freinet

## H
- George Hébert

## R
- Charles Rollin

## S
- Jean-Baptiste de la Salle